# Jan Carbaat
Jan Carbaat (Koog aan de Zaan, 12 maart 1866 – Rhenen, 24 mei 1925) was een Nederlands kunstschilder.

## Biografie
Jan Carbaat was de zoon van Johanna Oosterhoorn en Jan Carbaat sr. Hij groeide op in Koog aan de Zaan. Jan Carbaat trok zijn hele leven op met zijn boezemvriend en schilder Jan Adam Zandleven. Aan het begin van de 20e eeuw werd het kunstenaarsduo gesteund door de kunstcriticus H.P. Bremmer. Hij kocht van beiden werk aan voor een zogeheten ‘kostprijs’ van vijftien gulden per doek. Veel van dit werk belandde bij verzamelaars en in het Kröller-Müller Museum dat een collectie schilderijen van Zandleven en tekeningen van Carbaat bezit.  
Rond 1910 gaf Carbaat samen met Zandleven avondcursussen hand- en bouwkundig tekenen in Hengelo. Carbaat bleek een vermogend man te zijn, in 1912 liet hij een landhuis bouwen in Putten genaamd ‘Villa Zandleven’. Carbaat betrok de villa samen met Zandleven en diens vrouw Janke. Het drietal verhuisde in 1918 naar Rhenen, waar een groot zeventiende-eeuws pand aan de Hoofdstraat werd aangekocht.
Carbaat overleed op 24 mei 1925 in Rhenen. Hij werd bijgelegd in het graf van zijn vriend Zandleven en later ook van diens vrouw. In augustus 1925 werd Carbaats nagelaten kunstcollectie verkocht via de notaris van Rhenen, hieronder viel een groot aantal schilderijen van Zandleven.

## Werk
Carbaat was een schilder van stillevens, landschapsgezichten en bouwwerken. Hij maakte een groot aantal schilderijen en tekeningen van gevels van gebouwen. 

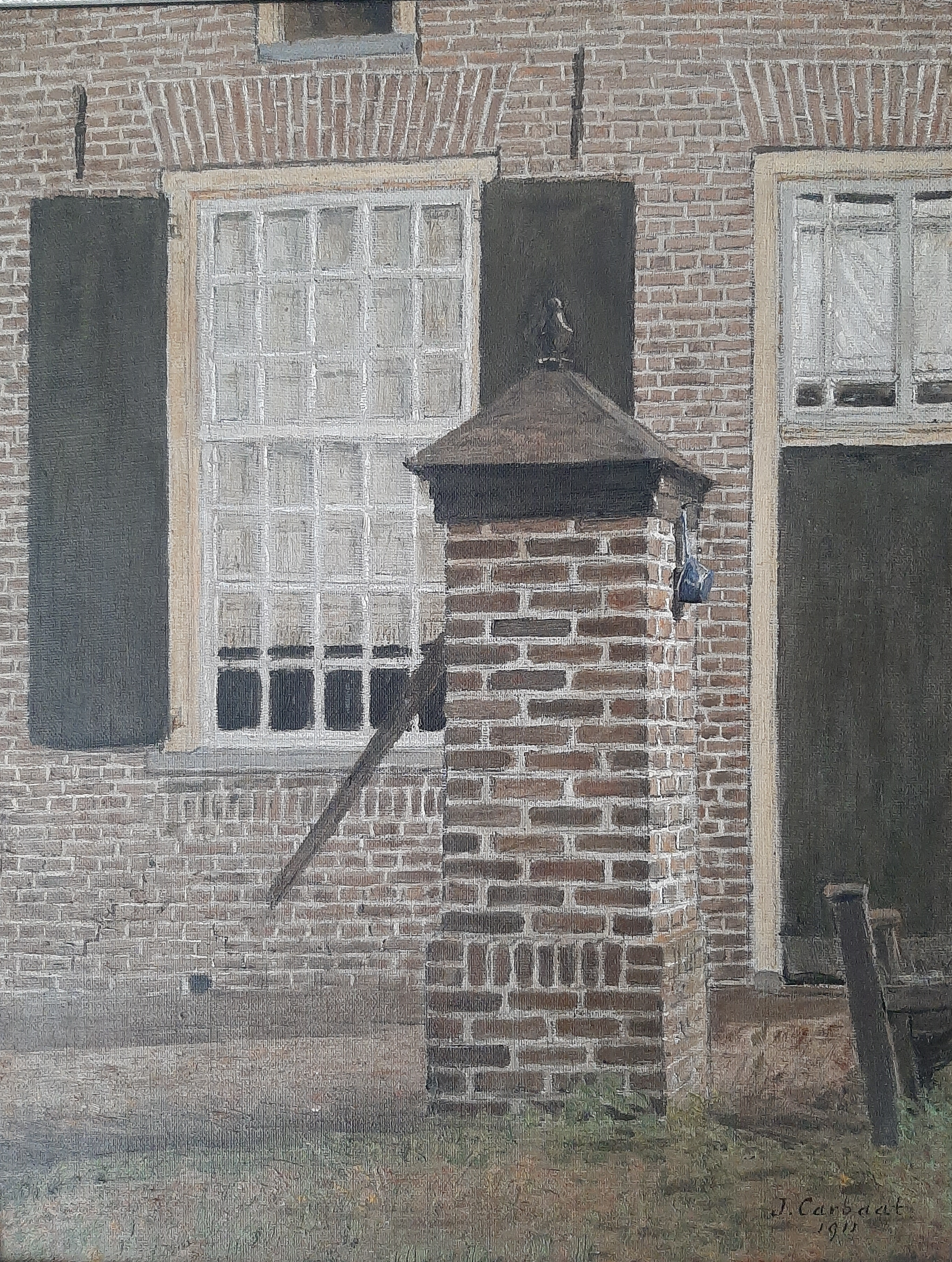
Gevelfragment van boerderij (1911)
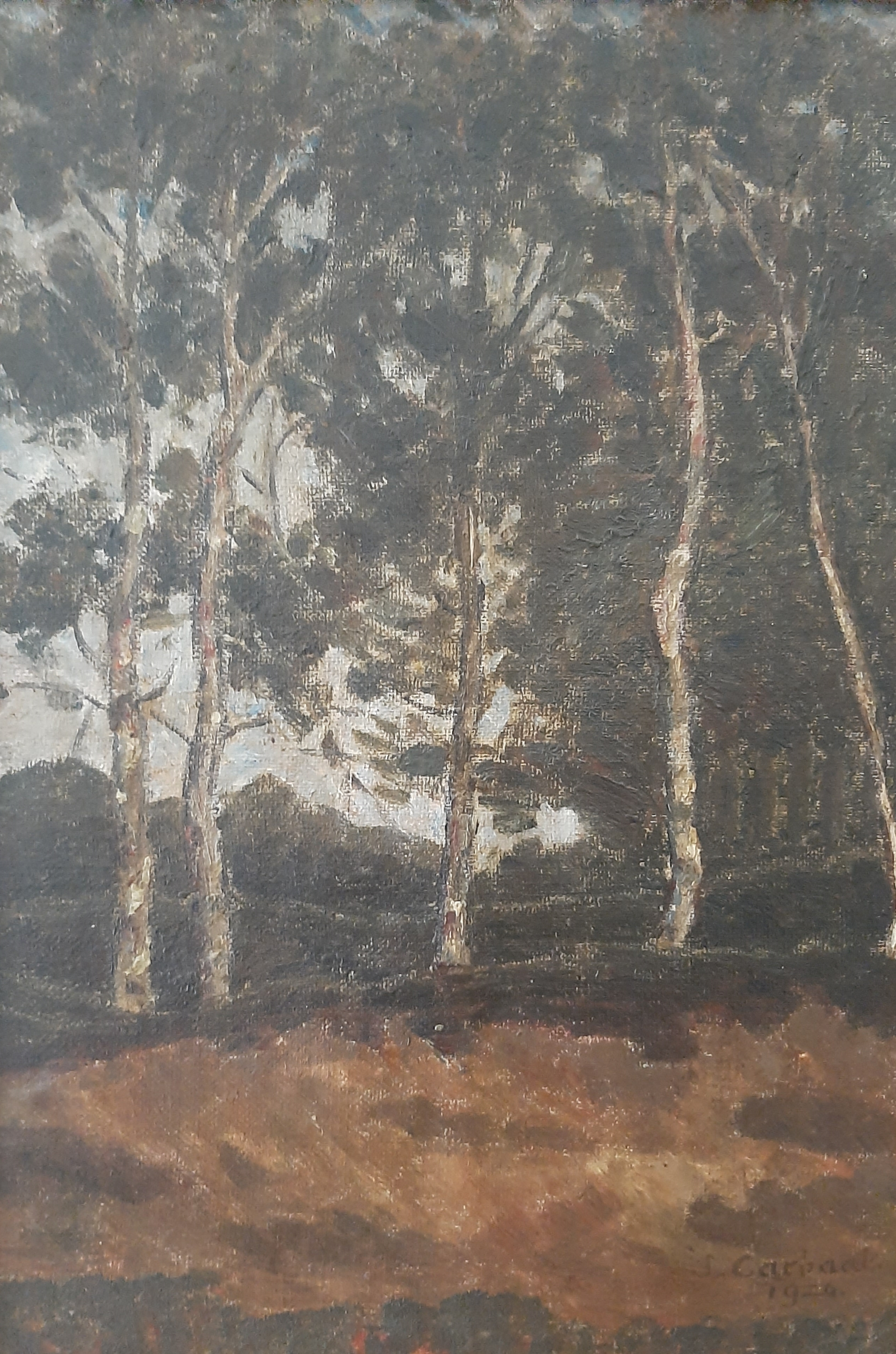
Bosgezicht (1924)
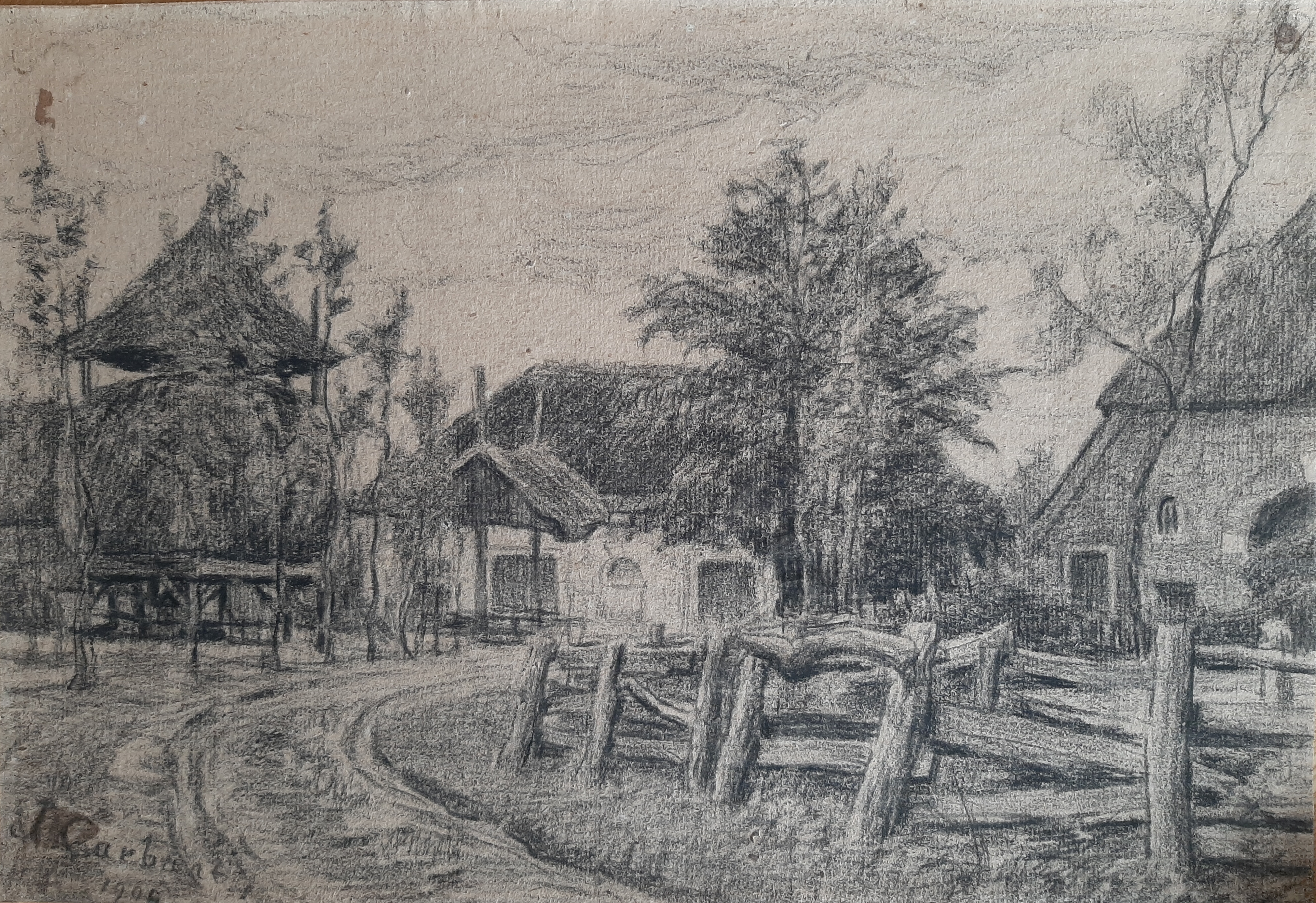
Plattelandsgezicht in Gorssel (1904)
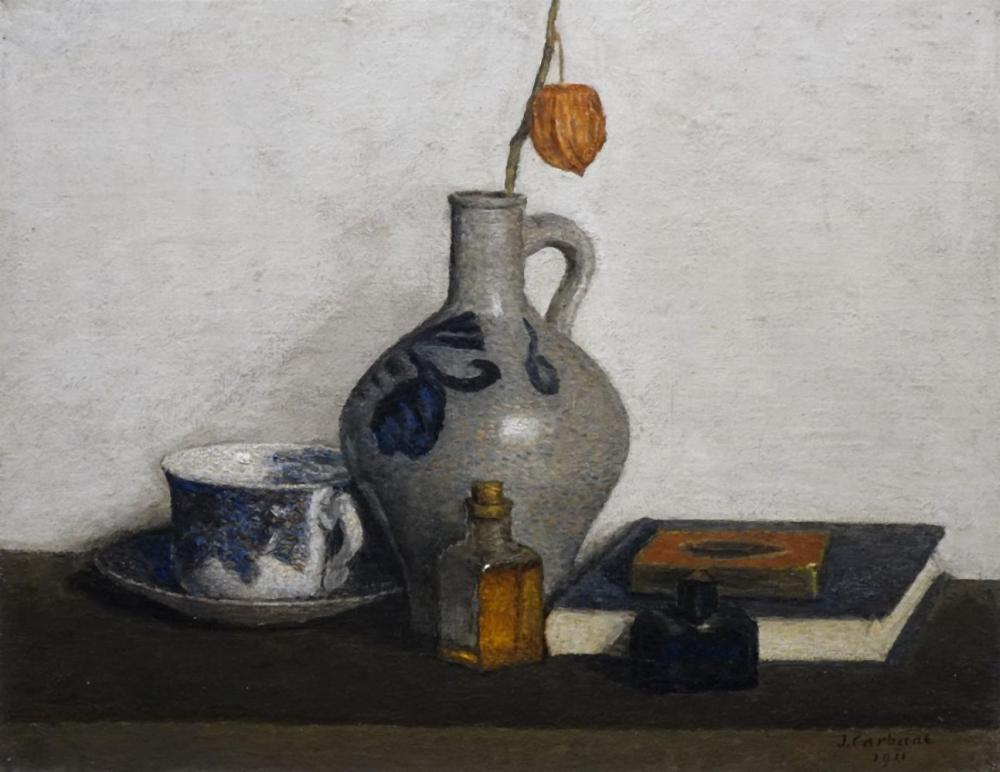
Stilleven met lampiontakje in Keulse kruik (1911)